# Akane Saito
Akane Saito (齊藤 あかね Saitō Akane?), nacida como Yuma Saito (齊藤 夕眞 Saitō Yūma?, Saitama, 12 de enero de 1993), es una futbolista japonesa que juega como centrocampista.
En 2011, Saito jugó 1 vez para la selección femenina de fútbol de Japón.

## Trayectoria

### Clubes
| Club               | País  | Año         |
| ------------------ | ----- | ----------- |
| TEPCO Mareeze      | Japón | ???? - 2011 |
| Urawa Reds         | Japón | 2011 - 2014 |
| AC Nagano Parceiro | Japón | 2015 -      |

### Selección nacional
| Selección | País  | Año  |
| --------- | ----- | ---- |
| Absoluta  | Japón | 2011 |

## Estadística de equipo nacional
| Selección femenina de fútbol de Japón | Selección femenina de fútbol de Japón | Selección femenina de fútbol de Japón |
| Año                                   | Partidos                              | Goles                                 |
| ------------------------------------- | ------------------------------------- | ------------------------------------- |
| 2011                                  | 1                                     | 0                                     |
| Total                                 | 1                                     | 0                                     |